# Nacaduba austrajavana
Nacaduba austrajavana är en fjärilsart som beskrevs av Lambertus Johannes Toxopeus. Nacaduba austrajavana ingår i släktet Nacaduba och familjen juvelvingar. Inga underarter finns listade i Catalogue of Life.